# Cavalcabò
Cavalcabò è un'antica famiglia feudale di parte guelfa e di origine obertenga, che per alcuni decenni del XIV secolo dominò la città di Cremona.

## Storia
La famiglia Cavalcabò, considerata la più antica ed illustre della città, risale a Oberto Obertenghi, conte di Luni, che fu investito della Marca obertenga per l'aiuto dato a Berengario II per l'innalzamento al Regno d'Italia. La più antica menzione è riferita al marchese Corrado Cavalcabò, nel 1116.
Capostipite della famiglia fu il marchese Sopramonte Cavalcabò, figlio di Corrado detto Cavalcabò (XII secolo).
La famiglia prese il dominio di Cremona a partire dal 1276 col marchese Cavalcabò e terminò nel 1320 circa con Giacomo Cavalcabò che cedette i poteri alla potente famiglia dei Visconti con Galeazzo I. I Cavalcabò con Ugolino ripresero il potere sulla città nel 1403 ma la signoria durò pochi anni, perché nel 1406 Cremona passò definitivamente nelle mani dei Visconti. Un ramo nel XVII secolo si trapiantò a Sestola; una strada del paese è a loro intitolata.

## Personalità illustri
- Sopramonte Cavalcabò (XII secolo), figlio di Corrado, nominato marchese di Viadana dall'imperatore Federico I nel 1158;[2]
- Marchese (Carlo) Cavalcabò di Viadana (XIII secolo), signore di Cremona dal 1276. La figlia Bonella sposò Bonaventura dei Bonacolsi;
- Guglielmo Cavalcabò (? - 1235), marchese di Viadana e podestà di Parma nel 1229;
- Carlo Cavalcabò (XIV secolo), signore di Cremona nel 1307;
- Guglielmo Cavalcabò (?-1312), signore di Cremona;
- Bonella Cavalcabò (XIV secolo), sposò Bonaventura dei Bonacolsi;
- Giacomo II Cavalcabò (? - 1322), signore di Cremona dal 1315 al 1322;
- Ugolino Cavalcabò (1350 – 1406), signore di Cremona dal 1403 al 1406;
- Carlo Cavalcabò (XV secolo), cugino di Ugolino, signore di Cremona dal 1404 ed ucciso da Cabrino Fondulo nel castello di Maccastorna;
- Andreasio Cavalcabò (? - 1419), podestà di Perugia e di Firenze;
- Guglielmo Cavalcabò (1390 – 1441), condottiero al servizio dei Visconti di Milano;
- Agostino Cavalcabò (1716 - ?), giurista a Cremona;
- Giorgio Baroni Cavalcabò (1717-1799), avventuriero e diplomatico;
- Claudio Augusto Cavalcabò Fratta, (1882 - 1971), giornalista e dirigente d'azienda;
- Agostino Cavalcabò (1893 - 1960), capitano del Regio esercito e insignito di due medaglie di bronzo al valor militare;
- Alessandro Cavalcabò (1896 – 1917), morì durante la prima guerra mondiale a Nova Vas in Slovenia e fu insignito della medaglia d'argento al valor militare.

## Arma
Di rosso al bue cavalcato da un guerriero, il tutto al naturale.

## Proprietà

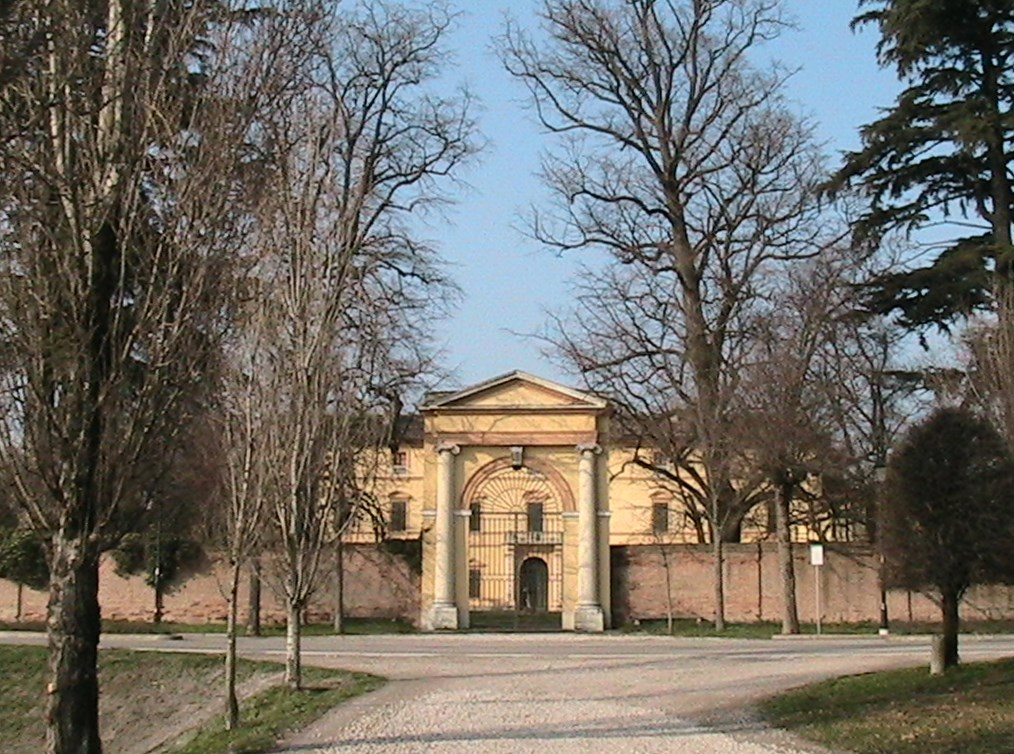
Spineda, Villa Cavalcabò

### Palazzo Cavalcabò di Spineda
Dagli inizi del XV secolo il Palazzo Cavalcabò di Spineda fu la dimora dei marchesi Cavalcabò, signori di Viadana.
La loro dominazione fu interrotta dai Gonzaga di Mantova nel 1415. 
Agostino Cavalcabò, giurista di Cremona, ampliò il palazzo nel 1790 e costruì il parco con frutteto. La famiglia successivamente abbellì la dimora, per opera dell'architetto cremonese Luigi Voghera.

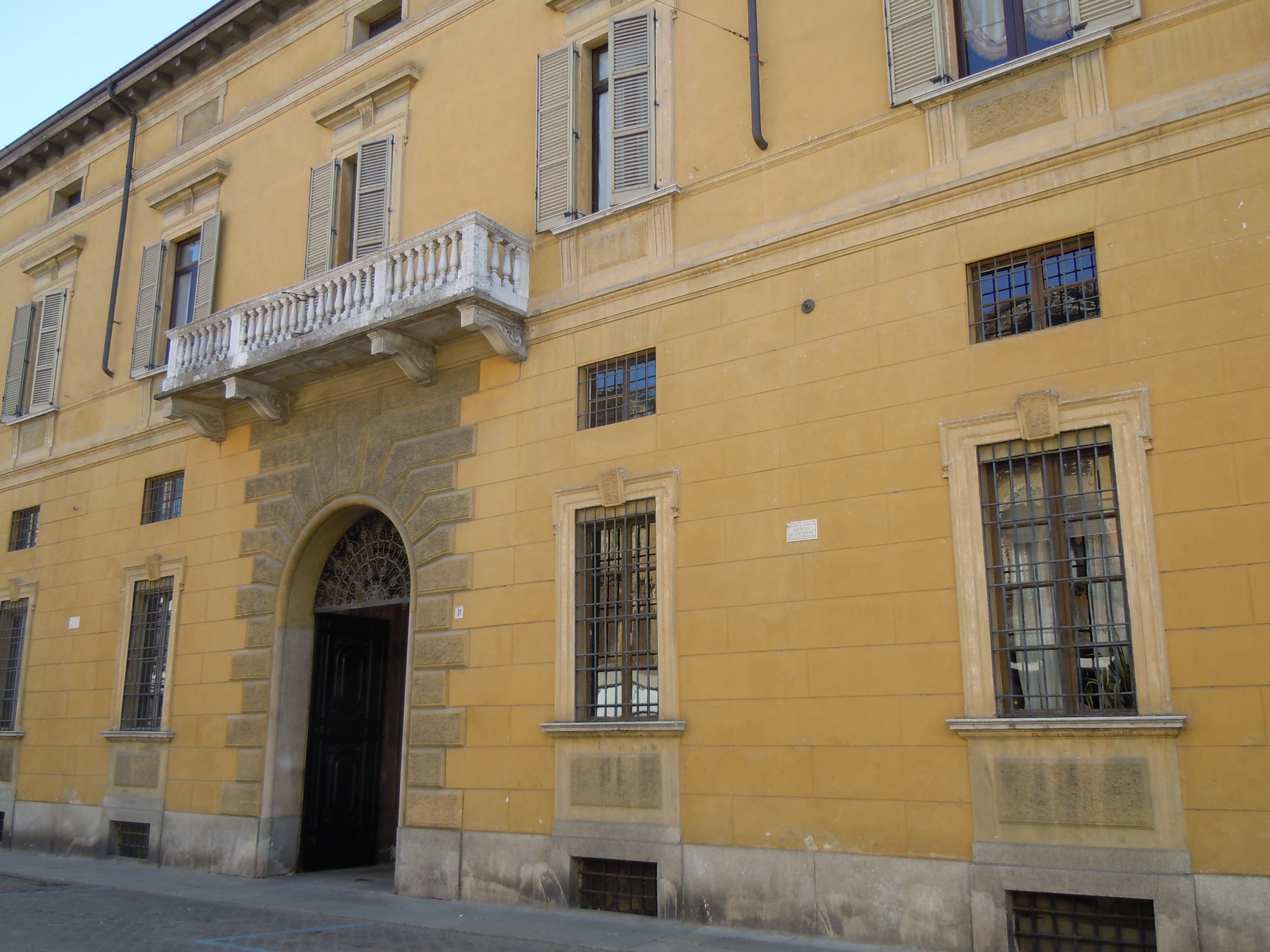
Cremona, Palazzo Cavalcabò

### Palazzo Cavalcabò a Cremona
Sorto agli inizi del Cinquecento è uno degli edifici di proprietà della famiglia Cavalcabò e si erge in Corso Matteotti. Rimaneggiato nel XIX secolo fu abbellito dall'architetto Carlo Visioli. Il suo interno, perfettamente conservato, è ricco di arredi antichi e dei mobili appartenuti ad Agostino Cavalcabò, i cui figli sono Allegra, Giovanni, Edoardo.

## Archivio
L'archivio della famiglia ricevette un primo riordino ad opera del marchese Agostino Cavalcabò. L'attuale conservatore, Agostino, subentrò al padre Giovanni nella detenzione dell'archivio, ereditato e trasmesso per la conservazione di padre in figlio.